# Syarinus granulatus
Syarinus granulatus es una especie de arácnido del orden Pseudoscorpionida de la familia Syarinidae.

## Distribución geográfica
Se encuentra en Wisconsin, Colorado y Nuevo México en (Estados Unidos).